# Seraphim
Seraphim, également titré Seraphim : 266,613,336 Wings (セラフィム 2億6661万3336の翼, Seraphim - 2 Oku 6661 Man 3336 no Tsubasa), est un seinen manga inachevé scénarisé par Mamoru Oshii et dessiné par Satoshi Kon, prépublié dans le magazine Animage entre mai 1995 et novembre 1995 puis publié en un volume relié par Tokuma Shoten en décembre 2010,. La version française a été éditée par IMHO en novembre 2013.
Une adaptation en roman de Mamoru Oshii est en projet.

## Synopsis
Au XXIe siècle, une épidémie, bientôt connue sous le nom d'Angélisme, ou « Seraphim », change la face du monde. Elle provoque de profonds changements morphologiques et psychologiques chez la personne qui en est atteinte : des ailes lui poussent dans le dos et des hallucinations l’obsèdent avant de mourir. Afin d'endiguer la propagation du mal, deux hommes et un chien, surnommés Melchior, Balthazar et Gaspard, sont chargées d'escorter une jeune fille mystérieuse, Sera, jusqu'à sa région d'origine, en Asie centrale.

## Liste des volumes
| no | Japonais         | Japonais          | Français         | Français          |
| no | Date de sortie   | ISBN              | Date de sortie   | ISBN              |
| -- | ---------------- | ----------------- | ---------------- | ----------------- |
| 1  | 13 décembre 2010 | 978-4-19-950223-1 | 28 novembre 2013 | 978-2-915517-97-2 |

### Édition japonaise
Tokuma Shoten
1. 1 2  (ja) « Tome 1 »(Archive.org • Wikiwix • Archive.is • Google • Que faire ?).

### Édition française
IMHO
1. 1 2  (fr) « Tome 1 »(Archive.org • Wikiwix • Archive.is • Google • Que faire ?).